# Tornado w Lublinie (1931)
Tornado w Lublinie – trąba powietrzna (opisywana również jako orkan), która przetoczyła się przez Lublin 20 lipca 1931 roku. Najsilniejsze tornado w historii II RP, możliwe, że także w całej historii Polski. Ówcześnie oceniano jego prędkość na 396–522 kilometry na godzinę, F5 w skali Fujity i T10 w skali TORRO. Współcześni naukowcy doszli jednak do wniosków, że była słabsza.

## Opis wydarzeń
Około godziny siódmej wieczorem na niebie pojawiły się duże, skłębione czarne chmury. Po kilku minutach znacznie pociemniało i pojawiły się błyskawice. Rozpoczął się silny deszcz, który po niedługim czasie przerodził się w nawałnicę. Według lokalnej gazety, Ziemi Lubelskiej, dawno nie widziano tak silnego deszczu. Był on rzekomo tak potężny, że widoczność ograniczona była do jednego metra.

### Zniszczenia
Trąba powietrzna zniszczyła m.in. 2 kominy, most oraz wyrywała drzewa z korzeniami. Przewróciła autobus raniąc pasażerów i zrywała dachy, a nawet równała z ziemią drewniane budynki. Miotała dziećmi na odległość kilkudziesięciu metrów. Uszkadzała słupy reklamowe i zniszczyła pompy na stacji paliw. Znacznie uszkodziła również rzeźnię miejską. Przewróciła także wagony kolejowe (które były jednak lżejsze od współczesnych, gdyż były drewniane) dotkliwie raniąc znajdujące się w nich konie wyścigowe. Niektóre źródła mówią wręcz, że zrównała z ziemią centrum miasta, lecz te informacje są prawdopodobnie przesadzone. Zabiła 6 osób, jedna z ofiar zginęła rzucona w przewody elektryczne, inną zaś zabił jeden ze złamanych słupów telegraficznych. Rany odniosło 100 osób, z czego 6 było ciężko rannych. Setki lub tysiące ludzi straciło swój dobytek.